# Magnaporthe oryzae
Espèce
Magnaporthe oryzae (anamorphe : Pyricularia oryzae) est une espèce de champignons ascomycètes haploïde, hétérothallique et filamenteuse, qui provoque la brunissure du riz (Oryza sativa) ou pyriculariose et de plus de 50 autres espèces de Poaceae, émergeant même comme pathogène du blé dans le sud du Brésil.

## Taxinomie
M. oryzae appartient au complexe d'espèces Magnaporthe grisea. Il s'agit de M. grisea, M. oryzae et d'au moins deux autres espèces cryptiques.  Le nom Magnaporthe grisea a été souvent utilisé pour désigner le champignon responsable de pyriculariose, mais il est maintenant considéré comme une espèce distincte quoiqu' étroitement apparentée. Un autre nom de genre est considéré prioritaire dans la littérature pour désigner ces espèces: il s'agit de Pyricularia grisea et Pyricularia oryzae, notamment pour se référer au stade anamorphique. 
Typification: Holotype BPI 841383
Hôte-Substrat / Localité : souches croisées isolées à partir de Oryza sativa et Eleusine: Guyane Hollandaise.
Nom actuel: Pyricularia oryzae Cavara , Fung. Long. Exsicc. 1: no. 49 (1892)

### Synonymes
- Dactylaria oryzae (Cavara) Sawada, Rep. Dept Agric., Govern. Res. Inst. Formosa, Spec. Bull. Agric. Exp. Station Formosa 16: 59 (1917)
- Magnaporthe oryzae B.C. Couch, Mycologia 94(4): 692 (2002)
- Pyricularia oryzae fo. brachiariae P.G. Rao & D.K. Rao, Indian Phytopath. 10: 109 (1957)
- Pyricularia oryzae fo. rhynchelytriK.I. Wilson [sub nom 'rhynchelytrii'], Indian Phytopath. 15: 77 (1962)
- Pyricularia oryzae fo. stenotaphri K.I. Wilson & Preethamb.[sub nom. 'Piricularia oryzae fo. stenotaphrii'], Mycopath. Mycol. appl. 52(3-4): 221 (1974)
- Pyricularia oryzae var. commelinae Thirum., N.B. Kulk. & Patel, Indian Phytopath. 9: 50 (1956)
- Pyricularia oryzae var. trachydis P.G. Rao & T.C.V. Reddy, Sci. Cult. 24: 134 (1958)

## Phylogénie
La taxinomie des genres Magnaporthe et Pyricularia a été révisée récemment et a conduit à préconiser d'utiliser Pyricularia oryzae pour l'espèce pathogène du riz.
La phylogénie au sein de l'espèce Pyricularia oryzae a aussi été clarifiée par des études de génomique. L'existence de différentes lignées spécifiques d'hôtes différents a été confirmée par ces études.